# Kyjský rybník
Kyjský rybník je rybník v katastru pražských Kyjí o rozloze 14,4917 ha, nedaleko kostela sv. Bartoloměje.

## Historie
Rybník byl údajně založen již ve 14. století arcibiskupem Arnoštem z Pardubic, který stál u počátků rybníkářství v Kyjích. Rybník byl zásobárnou vody pro bývalý mlýn. Kvůli téměř úplnému zanesení usazeninami byl v roce 1962 z poloviny odbahněn. Další odbahnění proběhlo na přelomu 70. a 80. let při výstavbě sídliště Černý Most, odkud byla do rybníka svedena spodní voda. Zároveň zde byla vybudována za dělicí hrází sedimentační nádrž.

## Současnost

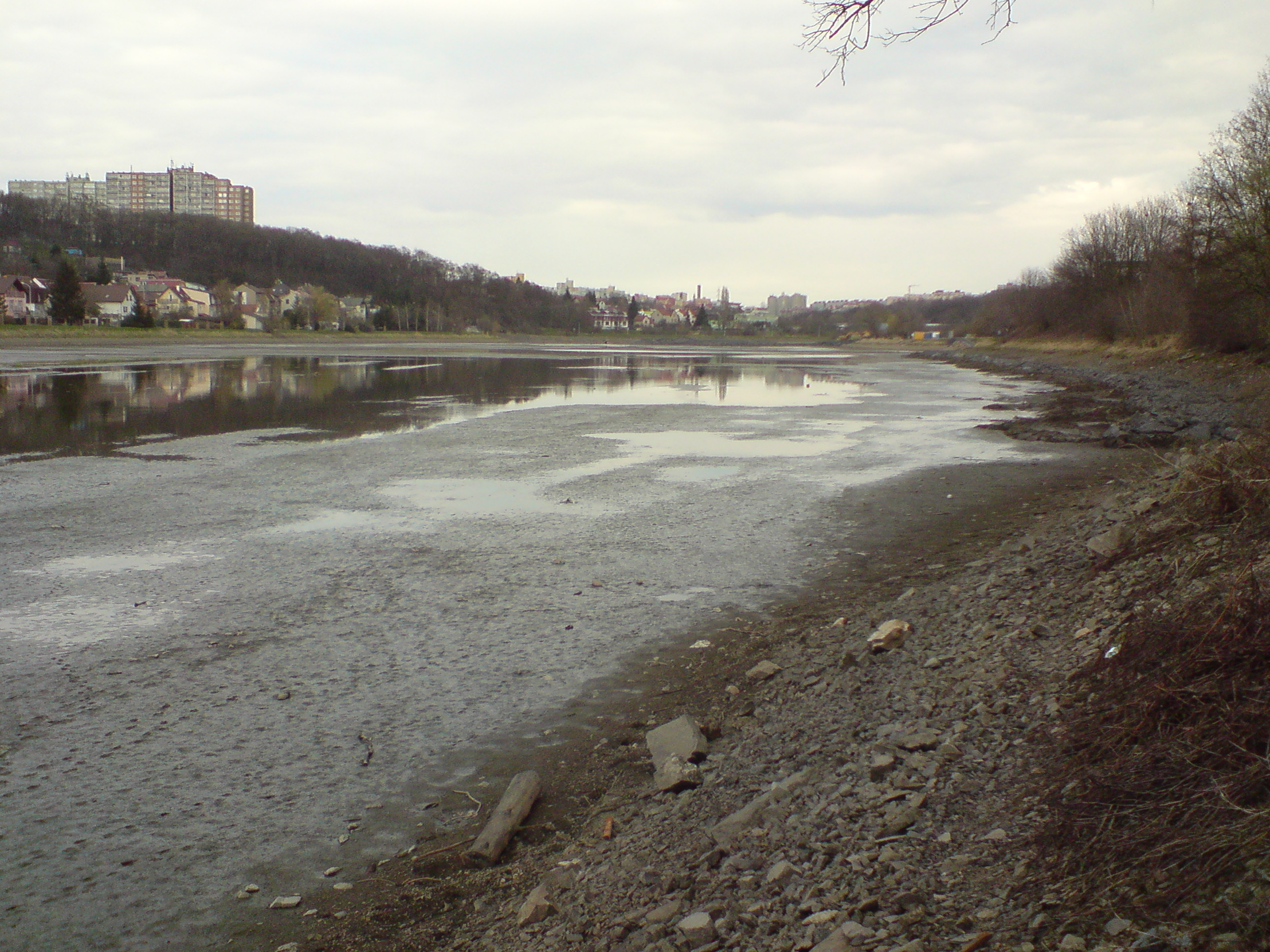

V rámci projektu "Obnova a revitalizace pražských nádrží", který byl finančně podpořen z evropských fondů prostřednictvím Jednotného programového dokumentu pro Cíl 2 došlo v letech 2007–2008 i k revitalizaci a odbahnění Kyjského rybníka. Celkem bylo plovoucím sacím bagrem vytěženo 69 000 kubíků bahna. Při vypouštění rybníka byl zjištěn výskyt škeble říční. Škeble byly následně přemístěny do Počernického rybníka.
V roce 2010 pak byl v druhé fázi revitalizace na rybníce vytvořen umělý ostrov, sloužící zejména jako hnízdiště pro vodní ptactvo. Současně zbudovaná dělicí přeronová hráz má zamezit dalšímu celoplošnému zanášení nádrže sedimenty. Rovněž břehy rybníka byly upraveny, stabilizovány a osázeny mokřadní vegetací, kterou doplnila okolní výsadba keřů a stromů.
Další skutečností je, že v důsledku této obnovy byla odstraněna železná lávka pro pěší, která byla umístěna na "malé části" Kyjského rybníka, těsně pod železničním mostem, který mimochodem při té příležitosti prošel rovněž rekonstrukcí.